# تپه للهام
تپه للهام مربوط به عصر مس است و در نازلوچای، داخل شهر واقع شده و این اثر در تاریخ ۱ آبان ۱۳۴۴ با شمارهٔ ثبت ۴۴۵ به‌عنوان یکی از آثار ملی ایران به ثبت رسیده است.